# アルタイ・クルギノフ
アルタイ・セイディレリ・クルギノフ (カザフ語: Алтай Сейдірұлы Көлгінов, 1978年1月15日 -  ) は、カザフスタン共和国の政治家、外交官。駐エストニア大使。これまでにアスタナ市長や副首相を歴任した。

## 経歴
1978年、チムケント州（現在のテュルキスタン州）アバイ村でセイド・クルギノフの子として生まれる。実家はムスリムであった。
2000年に陸軍に入隊 。2001年、中央公訴局人事部主任専門官。2002年から2003年、検察総局法統計・特別記録委員会法統計編成部担当検事。2003年、アスタナ公民部副部長。2007年から2008年、司法省分析開発部長。2010年から2012年、大統領府国家管理・組織・領土部担当調査官。2012年から2013年、西カザフスタン州副知事。2013年から2016年、オラル（ウラリスク）市長 。2016年から2019年、西カザフスタン州知事。2019年から2022年、アスタナ（当時ヌルスルタン）市長。2022年から2023年、カザフスタン副首相。2024年、駐エストニア大使。